# Rheotanytarsus orientalis
Rheotanytarsus orientalis är en tvåvingeart som beskrevs av Moubayed 1989. Rheotanytarsus orientalis ingår i släktet Rheotanytarsus och familjen fjädermyggor.
Artens utbredningsområde är Thailand. Inga underarter finns listade i Catalogue of Life.